# Gebrüder Hemmerle

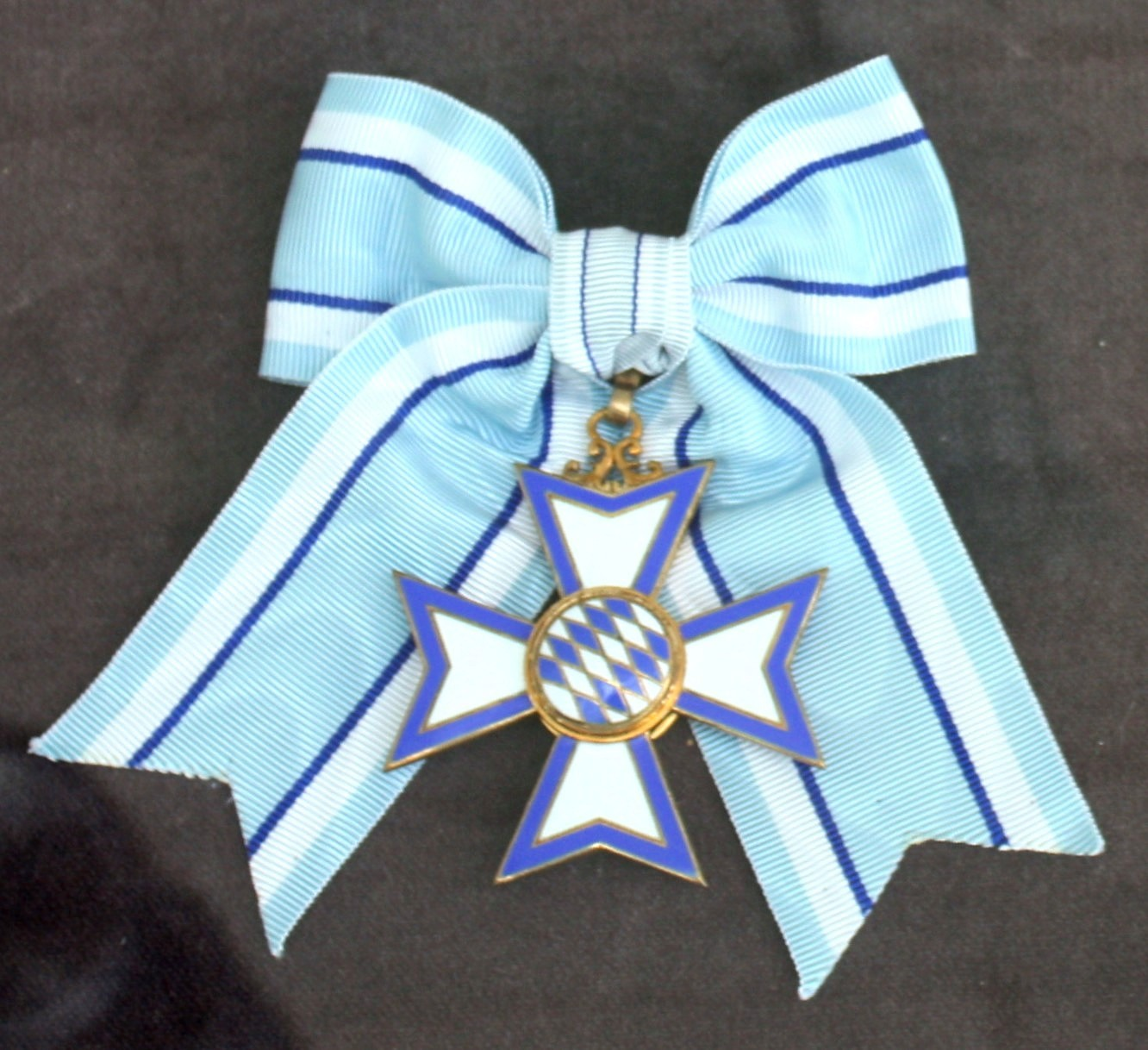
Bayerischer Verdienstorden in der Damenausführung

Gebrüder Hemmerle ist ein Münchner Juwelier und Hersteller von Orden und Medaillen sowie ehemals königlich bayerischer Hoflieferant.

## Geschichte
1893 übernahmen die Brüder Joseph und Anton Hemmerle in München einen bereits etablierten Goldschmiedebetrieb, der spezialisiert auf die Herstellung von Orden und Medaillen war. Hemmerle wurde von Prinzregent Luitpold im Jahre 1895 zum Königlich Bayerischen Hoflieferanten ernannt. 1904 eröffneten die Brüder Hemmerle ein Ladengeschäft in der Maximilianstraße in München. Die Söhne traten 1921 in die Firma ein. Ab 1978 wurde das Geschäft modernisiert. Zwei Jahre später übernahmen Stefan Hemmerle und Joseph Hemmerle die Leitung.
Der bayerische Verdienstorden, der von der Firma entworfen worden ist, wird auch noch heute neben vielen anderen bayerischen Orden und Auszeichnungen in dem Betrieb gefertigt.